# Gry (namn)

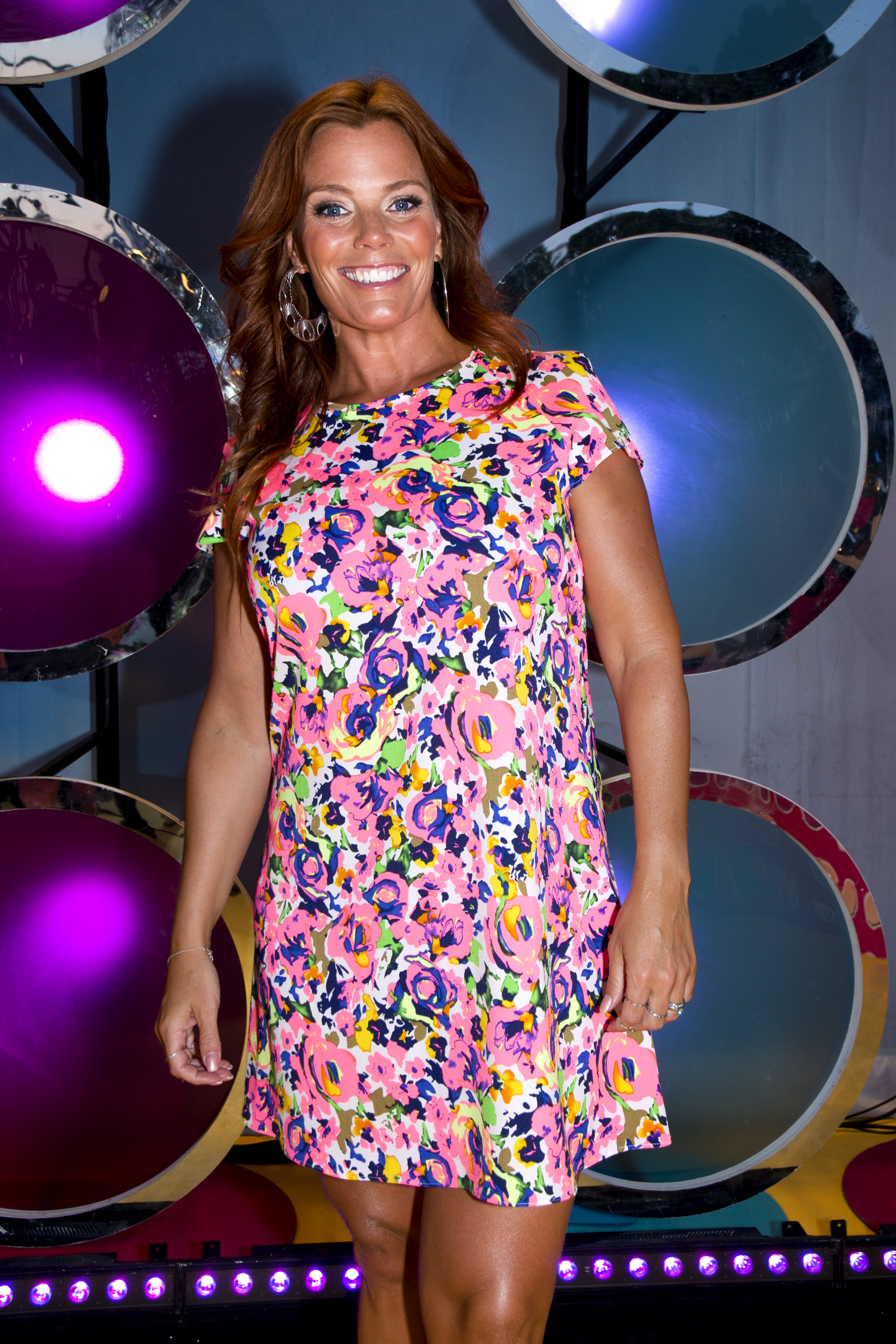
Gry Forssell

Gry är ett kvinnonamn, som ursprungligen kommer från Norge.[källa behövs]
Den 31 december 2014 fanns det totalt 685 kvinnor folkbokförda i Sverige med namnet Gry, varav 518 bar det som tilltalsnamn.
Namnsdag: saknas. I Norge har Gry namnsdag den 27 januari.

## Personer med namnet Gry
- Gry Forssell, svensk programledare
- Gry Jannicke Jarlum, svensk-norsk musiker
- Gry Johansen, dansk sångerska